# Ostricourt
Ostricourt là một xã ở trong tỉnh Nord ở miền bắc nước Pháp. Xã này có diện tích 7,6 km², dân số năm 1999 là 5413 người. Xã nằm ở khu vực có độ cao trung bình 27 mét trên mực nước biển.